# Radegunda z Wellenburga
Radegunda z Wellenburga, Radegund, Radegundis, Radiane, Radiana (zm. ok. 1290) – niemiecka święta Kościoła katolickiego, pochodząca z Wellenburga koło Augsburga.
Była służącą na zamku w Wellenburgu. Wyróżniała się pobożnością i dobroczynnością. Wedle dawnych źródeł zginęła rozszarpana na kawałki przez stado wilków. Czczona była jako święta dziewica, a kult rozkwitł w średniowieczu.
Wspomnienie liturgiczne obchodzone jest 13 sierpnia.